# Andreas Otterling
Andreas Otterling (* 25. Mai 1986) ist ein ehemaliger schwedischer Leichtathlet, der sich auf den Weitsprung spezialisiert hat. Seinen größten sportlichen Erfolg feierte er mit dem Gewinn der Bronzemedaille bei den Halleneuropameisterschaften 2015 in Prag.

## Sportliche Laufbahn
Erste internationale Erfahrungen sammelte Andreas Otterling im Jahr 2011, als er bei den Halleneuropameisterschaften in Paris mit einer Weite von 7,63 m in der Qualifikationsrunde ausschied. Im Jahr darauf brachte er bei den Europameisterschaften in Helsinki in der Vorrunde keinen gültigen Versuch zustande und 2013 verpasste er bei den Halleneuropameisterschaften in Göteborg mit 7,39 m den Finaleinzug. 2015 gewann er dann bei den Halleneuropameisterschaften in Prag mit 8,06 m die Bronzemedaille hinter seinem Landsmann Michel Tornéus und Radek Juška aus Tschechien. Er bestritt bis 2021 vor allem auf nationaler Ebene noch Wettkämpfe, ehe er seine aktive Karriere im Alter von 35 Jahren beendete.
2011 wurde Otterling schwedischer Meisteri im Weitsprung sowie 2010 im Dreisprung. Zudem wurde er 2018 Hallenmeister im Weitsprung sowie 2009 im Dreisprung.

## Persönliche Bestleistungen
- Weitsprung: 8,12 m, 17. Februar 2016 in Stockholm
- Dreisprung: 16,22 m, 10. Februar 2010 in Stockholm